# Капуэйрас
Капуэйрас (порт. Capoeiras)  —  муниципалитет в Бразилии. входит в штат Пернамбуку. Составная часть мезорегиона Сельскохозяйственный район штата Пернамбуку. Входит в экономико-статистический  микрорегион Вали-ду-Ипожука, который входит в Сельскохозяйственный район штата Пернамбуку.